# 阿德里安特設鎮區 (密歇根州)
阿德里安特設鎮區（英語：Adrian Charter Township）是位於美國密歇根州萊納維縣的一個特設鎮區。

## 地方資料
阿德里安特設鎮區的面積為88.09平方千米，當中陸地面積為88.03平方千米，而水域面積為0.05平方千米。根據2020年美國人口普查的數據，當地共有人口6401人，而人口密度為每平方千米72.66人。